# Амора
Амора — цивільний округ в місті Сейшал в районі Сетубал, Португалія. Це частина столичного району Лісабона. Населення в 2011 році становило 48 629, на площі 24,36 км².

## Історія
Вперше парафія згадується в 1384 р. У Хроніках Івана I, роботі Фернана Лопеса. З цього періоду, мабуть, має привілейоване географічне положення, з великою територією, підтримуваною двома рукавами річки Тежу (одна, яка закінчується на північному сході, в Корруосі, а інша на півдні, у Торре-да-Марінья), що полегшує контакт річки з зовнішнім середовищем. По суші він завжди був прохідною точкою між Кацильясом та півднем (Азейтан, Сетубал та Сезімбра), функціонуючи як коридор, що з'єднував столицю з півднем. Подібно до багатьох інших поселень Сейшеля, походження та розвиток Амори були результатом лиману Тежу з часів Середньовіччя. Саме Тежу об'єднував громади, до яких належали моряки, бушмени, мельники, робітники та прачки, починаючи з 18 століття, але його історія сягає 14 століття. У 1384 році Фернан-Лопес називав це поселення місцем розміщення галер Майстра Авіса, розташованих на рукавах Тежу, між Сейшелем, Аррентелою та Аморою, під час кастильських битв.
У документах 16-18 століть йдеться про концентрацію жителів навколо Чейра Вентос, пізніше відомого як Амора Велья. Але продовження поселення означало розширення поселень вздовж річки, що призвело до створення кількох інших міських ядер: Амора-де-Байксо, на краю річок, і Амора-де-Сіма, поряд із парафіяльною церквою, на додаток до багатьох благородних маєтків. які були розкидані по всій церковній парафії. В економічному відношенні в парафії в середні віки переважали виноградники, дрова та лісовий фонд, який простягався до Аррабіди, яка тоді була частиною Кутади, про яку згадував у 1381 році король Фердинанд.
До 1836 року Амора входила до складу муніципалітету Алмада, коли було створено муніципалітет Сейшаль, до складу якого входили Сейшаль, Аррентела та Пайо Пірес.
У 1895 році, коли Сешаль був ліквідований, під час ліберальних реформ Музіньо де Сілвейра, Амора знову стала частиною Альмади, що зберігалося недовго (до 1898 року).
До 1976 року територія Корройоса була деіндексована від Амори, щоб функціонувати як незалежна парафія.

## Географія
Амора — одна з трьох цивільних парафій муніципалітету Сейшаль, інтегрована у столичний район Лісабона, уздовж південного краю лиману Тежу. На заході межує з парафією Корройос, на сході з парафіями Сейшаль, Аррентела та Фернан-Ферро, а на півдні — з муніципалітетом Сесімбра .
Є кілька окремих населених пунктів і невеликих містечок, які розбивають ландшафт Амори, зокрема:
- Амора
- Белверде
- Крус де По
- Фогетейру
- Форос де Амора
- Медідейра
- Пайвас
- Пінхал Конде да Кунья
- Квінта да Принцеса
- Сутело
- Вале де Гатос

Через Амору проходять важливі дорожні мережі, зокрема автострада А2 та Національна естрада 10 . Він має дві залізничні станції на лінії Фертагуса від Лісабона до Сетубала: Фогетейру та Форос-де-Амора.

## Економіка
Завдяки своєму розташуванню на березі Ріо-Жудеу (притока Тежу), урбанізоване місто розвинуло відому морську промисловість, що займається військово-морським ремонтом та будівництвом, рибальством та іншими суміжними галузями. З тих пір громада перетворилася на спільноту спалень набагато більшої агломерації Лісабона; тисячі мешканців подорожують між столицею та Сейшалем, які мають нижчу вартість життя та розширену інфраструктуру.

## Освіта
В Аморі є кілька початкових шкіл, середніх шкіл (3) та середніх шкіл (2): Середні школи:
- Ескола Басіка 2º і 3º Пауло да Гама (EBPG)
- Ескола Басіка 2º e 3º ciclos da Cruz de Pau (C + S)
- Ескола Басіка, 2º e 3º ciclos Педро Іанес Лобато (PEL)

Середні школи:
- Есколас Секундарія Мануель Каргалейро (ESMC)
- Ескола Секундарія-да-Амора (ESA)

Обидві ці школи також включають останні три рівні середньої школи.

## Спорт
Амора проводить кілька спортивних подій на рік, а саме більшість подій Сейшальяди (багатоспортивна подія, в якій беруть участь тисячі учасників), Міжнародного кросу Амора, цілодобового плавання (на міській муніципальній арені плавання) та легкої атлетики ' (на муніципальному стадіоні легкої атлетики Карла Сакраменто).
Amora Futebol Clube — футбол (стадіон розташований у Медідейрі)
Associação Naval Amorense (ANA) — плавання на байдарках та каное (заняття проводяться в Ріо-Жудеу, на затоці Амора)